# Эйшхоффен
Эйшхоффе́н или Эйшхоффа́н (фр. Eichhoffen) — коммуна на северо-востоке Франции в регионе Гранд-Эст (бывший Эльзас — Шампань — Арденны — Лотарингия), департамент Нижний Рейн, округ Селеста-Эрстен, кантон Оберне. До марта 2015 года коммуна административно входила в состав упразднённого кантона Барр (округ Селеста-Эрстен).

## Географическое положение

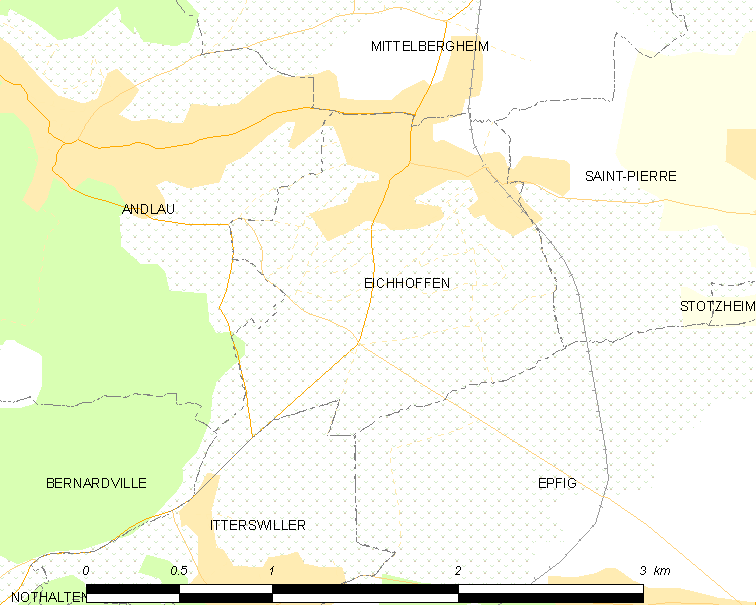
На карте

Коммуна расположена на расстоянии около 380 км на восток от Парижа и на 32 км юго-западнее Страсбурга. Код INSEE коммуны 67120. По территории коммуны течёт река Андлау.
Площадь коммуны — 2,3 км², население — 499 человек (2006) с тенденцией к росту: 566 человек (2013), плотность населения — 246,1 чел/км².

## Население
Население коммуны в 2011 году составляло 559 человек, в 2012 году — 558 человек, а в 2013-м — 566 человек.
| 1962 | 1968 | 1975 | 1982 | 1990 | 1999 | 2006 | 2008 | 2011 | 2012 | 2013 |
| ---- | ---- | ---- | ---- | ---- | ---- | ---- | ---- | ---- | ---- | ---- |
| 303  | 358  | 460  | 419  | 393  | 410  | 499  | 523  | 559  | 558  | 566  |

Динамика населения:

## Экономика
В 2007 году среди 322 человек в трудоспособном возрасте (15-64 лет) 254 были экономически активными, 68 — неактивными (показатель активности — 78,9 %, в 1999 году было 76,0 %). Из 254 активных работали 238 человек (132 мужчины и 106 женщин), безработных было 16 (7 мужчин и 9 женщин). Среди 68 неактивных 17 человек были учениками или студентами, 22 — пенсионерами, 29 были неактивными по другим причинам.
В 2010 году из 371 человек трудоспособного возраста (от 15 до 64 лет) 297 были экономически активными, 74 — неактивными (показатель активности 80,1 %, в 1999 году — 76,0 %). Из 297 активных трудоспособных жителей работали 271 человек (142 мужчины и 129 женщин), 26 числились безработными (13 мужчин и 13 женщин). Среди 74 трудоспособных неактивных граждан 31 были учениками либо студентами, 26 — пенсионерами, а ещё 17 — были неактивны в силу других причин.

## Достопримечательности (фотогалерея)
- Часовня Св. Иоанна Крестителя. Была освящена папой Львом IX в 1052 году. Была перестроена в 1569 году. Памятник культурного наследия с 27 февраля 1936 года[13].
- Церковь Св. Андрея. В церкви находится статуя Мадонны с младенцем из золота и серебра (2-я пол. XVIII века). Памятник культурного наследия с 3 декабря 1993 года[14]
- Бывший вокзал (1864 год). Памятник культурного наследия с 3 декабря 1993 года[15]
- Печь для обжига черепицы (XV век). Памятник культурного наследия с 3 декабря 1993 года[16]

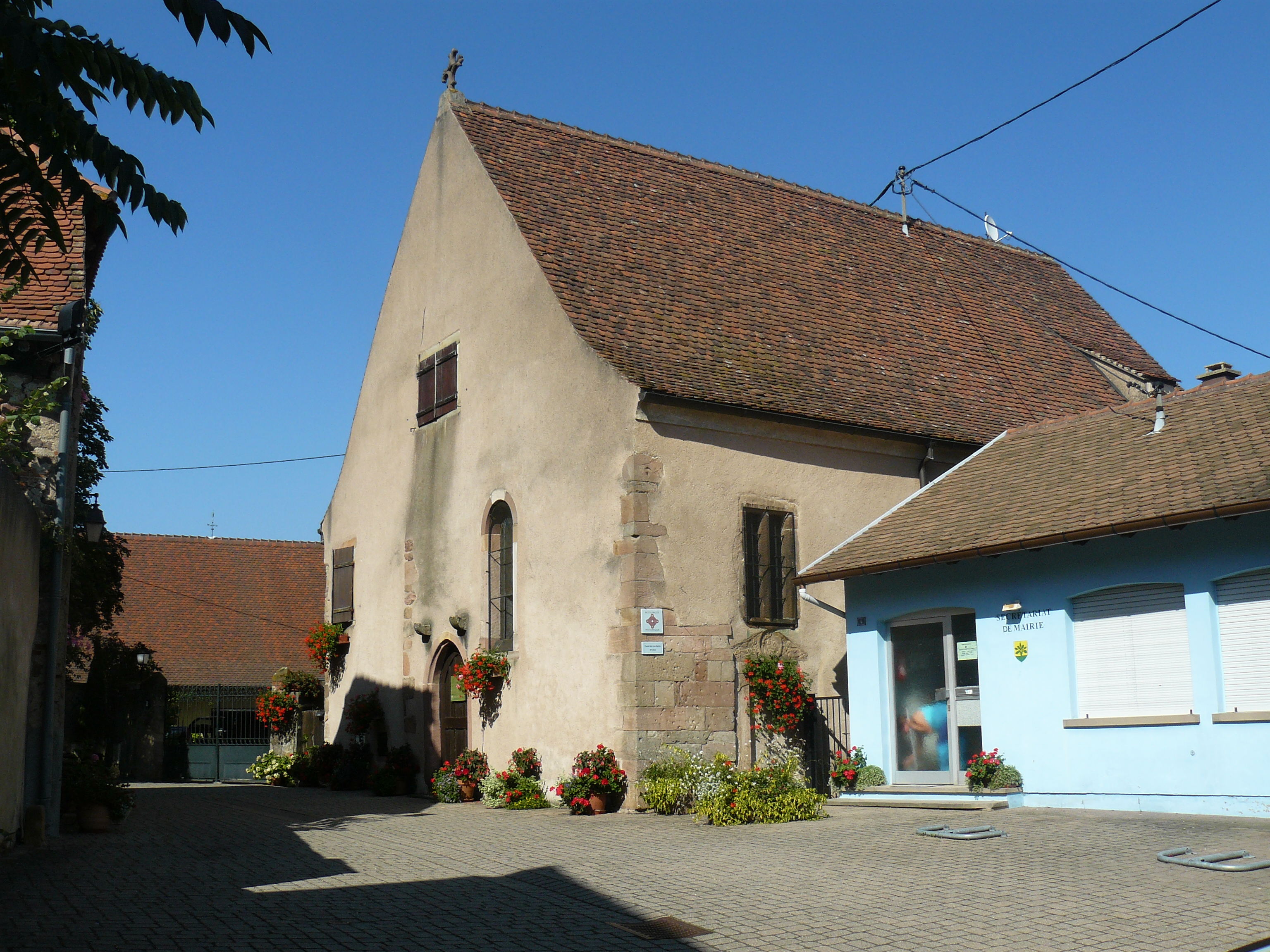
Часовня Святого Иоанна Крестителя
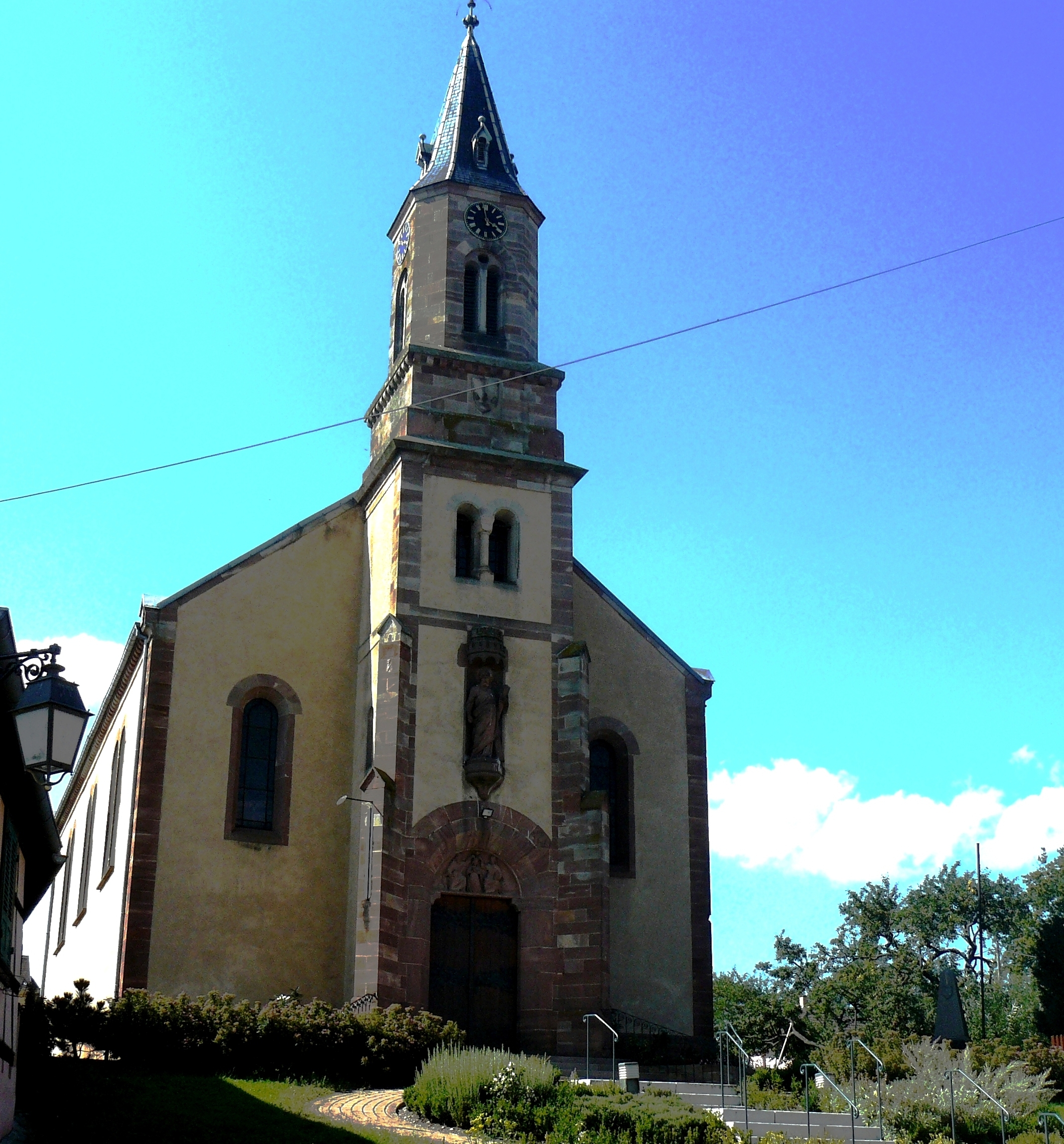
Протестантская церковь Святого Андрея
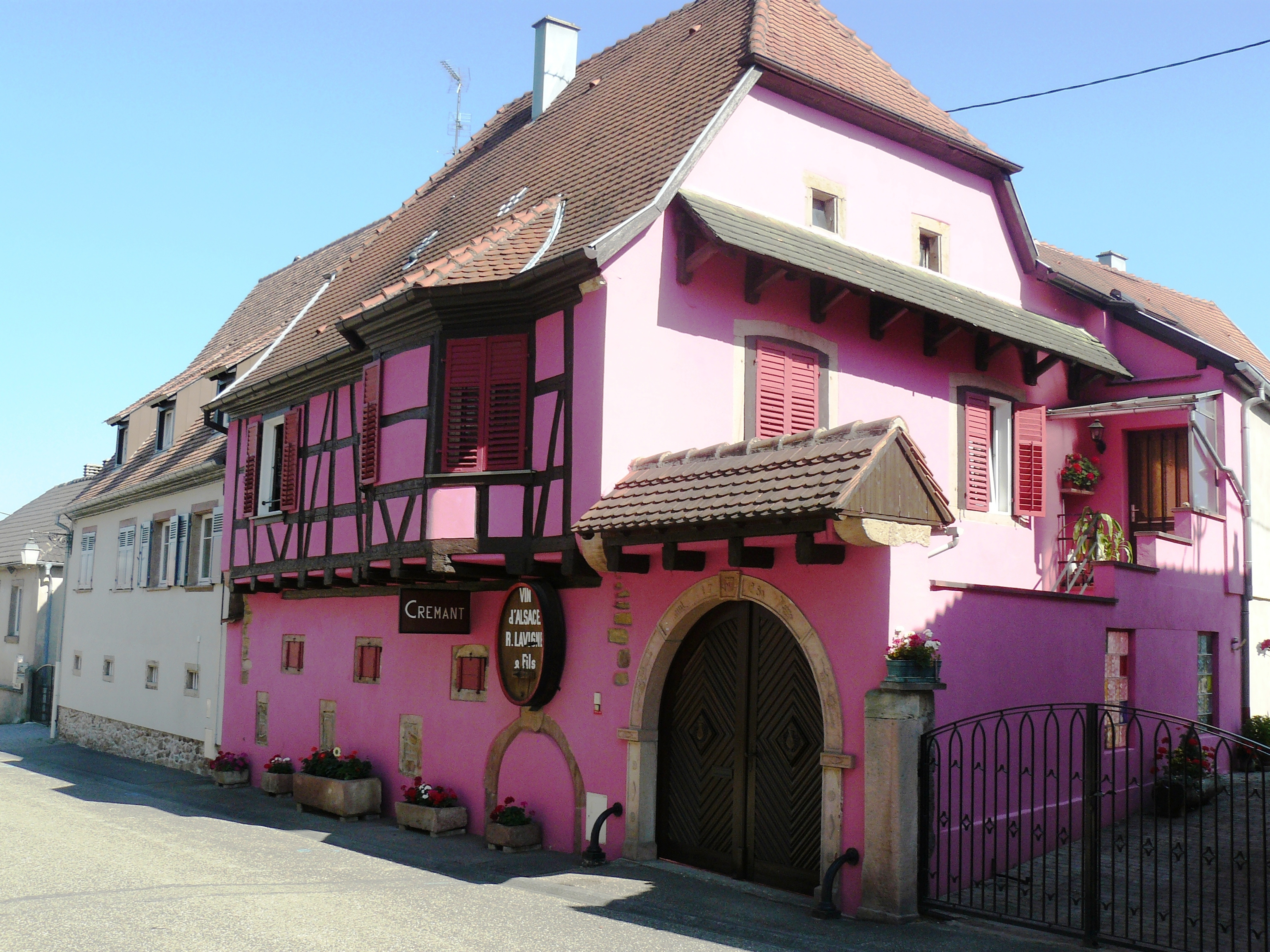
Дом (1723 года)